# Bitoma ornata
Bitoma ornata är en skalbaggsart som först beskrevs av Leconte 1858.  Bitoma ornata ingår i släktet Bitoma och familjen barkbaggar. Inga underarter finns listade i Catalogue of Life.